# Mario Monti
Pour les articles homonymes, voir Monti.
Mario Monti, né le 19 mars 1943 à Varèse, est un économiste, universitaire et homme d'État italien, président du Conseil des ministres de 2011 à 2013.
Nommé commissaire européen au Marché intérieur en 1995, puis commissaire européen à la Concurrence cinq ans plus tard, il retourne au monde universitaire à la fin de son mandat, en 2004, puis devient, en 2005, consultant pour Goldman Sachs. En septembre 2010, il participe à la création du Groupe Spinelli, un groupe interparlementaire au sein du Parlement européen visant à relancer l'idée d'une Union européenne fédérale.
En novembre 2011, alors que Mario Monti vient d'être nommé sénateur à vie, le président de la République italienne, Giorgio Napolitano, le nomme au poste de président du Conseil des ministres. Mario Monti succède ainsi à Silvio Berlusconi et forme un gouvernement de « techniciens » devant faire face à la crise économique nationale et européenne. Malgré l'opposition de la Ligue du Nord, il obtient le plus vaste soutien jamais acquis lors d'un vote de confiance au Parlement italien.
À la suite de l'approbation du budget par le Parlement, en décembre 2012, il démissionne de la tête du gouvernement, ce qui provoque la dissolution du Parlement et la tenue d'élections générales, lors desquelles sa coalition, Avec Monti pour l'Italie, obtient 10,5 % des voix. Enrico Letta lui succède à la présidence du Conseil des ministres.

## Biographie

### Carrière universitaire
Mario Monti est diplômé de l'université Bocconi de Milan en économie et management, ainsi que de l'université Yale (États-Unis). Après ses études, il épousa, en 1970, Elsa Antonioli, une volontaire de la Croix-Rouge italienne ; de ce mariage naissent deux enfants, Federica et Giovanni.
Monti enseigna l'économie à l'université de Turin entre 1970 et 1985, avant de travailler à l'université Bocconi de Milan, dont il fut le président de 1989 à 1994. Ses recherches ont mené à la définition du modèle Klein-Monti pour la description du comportement des banques en régime de monopole.
Le professeur Monti parle couramment anglais et français.

### Commissaire européen
En 1994, Mario Monti est nommé à la Commission européenne, tout comme la radicale Emma Bonino, par le premier gouvernement de Silvio Berlusconi. Le président de la Commission, Jacques Santer, lui confie, en 1995, le portefeuille du Marché intérieur, des Services, des Douanes et de la Fiscalité.
Il est reconduit quatre ans plus tard, par le gouvernement de centre gauche de Massimo D'Alema, et intègre la Commission dirigée par Romano Prodi, en tant que commissaire européen à la Concurrence. À ce poste, il a notamment initié une procédure contre Microsoft et étudié la proposition de fusion entre General Electric et Honeywell en 2001, qui fut bloquée in fine par la Commission européenne.
En raison de son prénom et de son action à la Commission européenne, il est surnommé « Super Mario » comme d'ailleurs Mario Draghi. Ce surnom est à nouveau employé par les médias quand il est pressenti pour former le gouvernement italien en novembre 2011.
Mario Monti est le président du groupe européen de la Commission Trilatérale en 2010 et 2011.

### Retour au monde universitaire
Le second gouvernement Berlusconi ne le confirma pas à son poste en 2004 et proposa Rocco Buttiglione à sa place. La nomination de ce dernier ayant été rejetée par le Parlement européen, le commissaire européen italien fut finalement Franco Frattini.
Avant sa nomination comme président du Conseil, Mario Monti était président de l'université Bocconi de Milan, membre du præsidium de Friends of Europe un think tank influent basé à Bruxelles et un responsable de Bruegel, un think tank européen fondé en 2005, qu'il a présidé dès sa fondation jusqu'en 2008 et dont il est encore président honoraire.
Dès 2005, il est « International Advisor » pour Goldman Sachs.
De janvier 2009 à juin 2010, il est membre du groupe de réflexion sur l'avenir de l'Europe, présidé par l'ancien président du gouvernement espagnol, Felipe González. Dans ce cadre, il prend position en faveur des propositions de gouvernement économique européen ainsi que d'un fonds monétaire européen, il milite pour un new deal européen intégrant mieux le social.
De 2010 à novembre 2011, il a été président de la section Europe à la Commission Trilatérale, dont il était déjà membre depuis 1983,. Il est également membre du comité de direction du groupe Bilderberg à partir de 1984 et y demeure au moins jusque 2010,.
En 2010, il rédige le Livre blanc (Rapport Monti) intitulé « Revitaliser le marché unique », commissionné par la Commission Barroso II. Il a déclaré son soutien, en septembre 2010, à l'initiative fédéraliste du Groupe Spinelli au Parlement européen, en compagnie de l'ancien président de la Commission européenne Jacques Delors, des députés européens Daniel Cohn-Bendit, Andrew Duff, Elmar Brok et Sylvie Goulard et enfin de l'ancien Premier ministre belge Guy Verhofstadt.
Il a par ailleurs participé à plusieurs reprises aux États Généraux de l'Europe, le rendez-vous de la société civile européenne organisé par l'ONG think tank EuropaNova et le Mouvement européen.

### En réserve des institutions
Même après son passage en tant que commissaire européen, Mario Monti a préservé à la Commission européenne une forte aura. Mario Monti est aussi apprécié des autorités suisses, qui louent son pragmatisme après qu'il a réussi à négocier un difficile accord concernant l'évasion fiscale entre la Suisse et l'Union européenne.
Remarqué pour sa discrétion, son indépendance, et sa compétence, Mario Monti est aussi considéré comme un homme appartenant à de nombreux et puissants réseaux,.
À la fin du mois de juillet 2011, dans une tribune du quotidien La Stampa, à la suite d'une rencontre avec l'ancien président du Conseil de centre gauche Romano Prodi, l'ancien commissaire européen se dit prêt à remplacer Silvio Berlusconi à la présidence du Conseil des ministres, dans le cas d'une éventuelle démission ou d'une perte de soutien de ses alliés de la Ligue du Nord.
Assurant le 2 septembre que la chute de Berlusconi est plus proche que jamais, Monti renouvelle sa proposition, même si le Cavaliere reste en poste.

### Sénateur à vie
Le 9 novembre 2011, il est nommé sénateur à vie, pour ses mérites dans les domaines scientifique et social, par le président de la République, Giorgio Napolitano, qui fait usage, pour la première fois de son mandat, de cette prérogative constitutionnelle, pour combler le poste qu'il avait lui-même laissé vacant de par son élection à la présidence, deux jours après l'annonce de la démission prochaine du président du Conseil, Silvio Berlusconi.

### Président du Conseil

#### Premiers jours

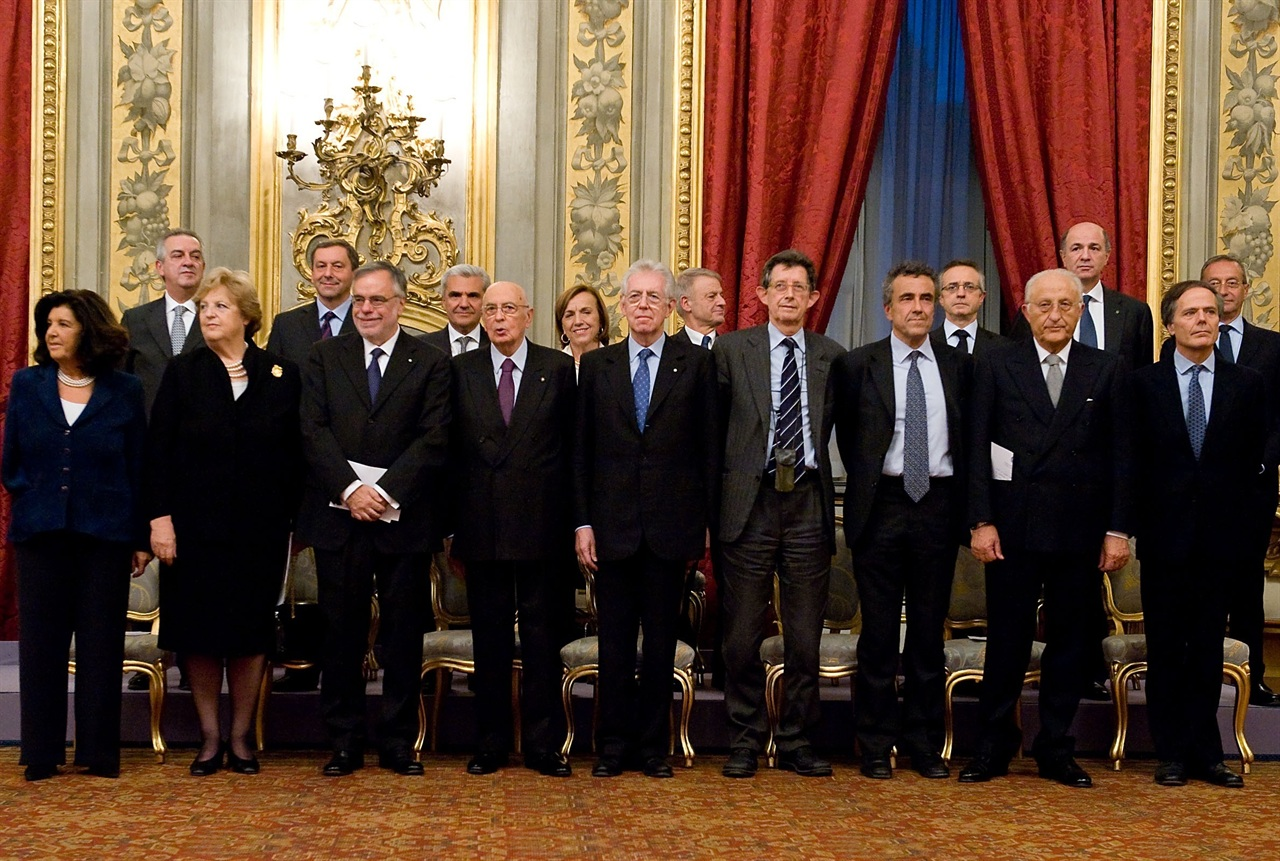
Les membres du gouvernement Monti au Quirinal après leur prestation de serment, le 15 novembre 2011.

Le 13 novembre, au lendemain de la démission de Silvio Berlusconi, Mario Monti est chargé par Giorgio Napolitano, le chef de l'État italien, de former le nouveau gouvernement.
Ce même jour, il accepte « avec réserve » de former ce nouveau cabinet, qui doit prêter serment devant le président de la République puis recevoir l'investiture des deux Chambres du Parlement. Ainsi, Monti déclare, lors d'une conférence de presse tenue au palais présidentiel du Quirinal : « Je ferai vite mais avec soin, les noms des ministres qui circulent sont fantaisistes, avec un effort commun nous pouvons vaincre le défi du rachat. […] Il faut de la croissance et de l'équité. […] Les consultations que j'effectuerai seront conduites avec le sens de l'urgence mais avec soin. […] Je reviendrai devant le président de la République quand je serai capable d'enlever la réserve. […] Je me charge de ce devoir avec un profond respect à l'égard du Parlement et à l'égard des forces politiques. J'œuvrerai pour en valoriser l'effort commun afin de sortir vite d'une situation qui présente des aspects d'urgence mais que l'Italie peut dépasser dans un effort commun […] Nous le devons à nos enfants, nous devons leur donner un futur concret de dignité et d'espoir. »
Il présente son gouvernement, entièrement constitué de techniciens, qui ne comprend aucun parlementaire ; le nouveau cabinet prête enfin serment, le 16 novembre. Dans ce nouveau gouvernement, dans lequel le président du Conseil s'est attribué le portefeuille de l'Économie et des Finances, Corrado Passera, jusqu'alors président de la première banque italienne, Intesa Sanpaolo, est nommé ministre du Développement économique, ministre des Infrastructures et des Transports par intérim, un poste qualifié de « ministère de la Croissance ». Le ministère des Affaires étrangères revient à l'ambassadeur Giulio Terzi di Sant'Agata, le ministère de l'Intérieur à la préfète Annamaria Cancellieri, le ministère de la Défense à l'amiral Giampaolo Di Paola, chef du comité militaire de l'OTAN, et le ministère de la Justice à l'avocate pénaliste Paola Severino, vice-présidente du Conseil supérieur de la magistrature (CSM). Le lendemain, après avoir prononcé son discours de politique générale, le nouveau président du Conseil obtient la confiance du Sénat de la République par 281 voix contre 25, uniquement de la Ligue du Nord, et aucune abstention, et le 18, de la Chambre des députés, à la majorité absolue par 556 voix contre 61, la plus forte de l'histoire de la République italienne. Les 61 voix contraires sont celles de 59 députés de la Ligue du Nord et de Domenico Scilipoti et d'Alessandra Mussolini (PdL). Il a donc la confiance de dix-huit partis représentés au Parlement italien et la seule opposition de la Ligue du Nord.

#### Les mesures entreprises
Notée pour sa sobriété, l'action de Mario Monti à la tête du gouvernement italien a aussi été remarquée pour son équité : le professeur Monti, apolitique, s'est attaqué aux « tabous de la gauche, en imposant un report à 66 ans de l’âge du départ à la retraite, comme à ceux de la droite, en lançant une véritable traque aux fraudeurs du fisc ou en s’attaquant aux privilèges de certaines professions libérales protégées ainsi qu’aux exemptions fiscales de l’Église ». Mario Monti a aussi annoncé qu'il renonçait à sa rémunération en tant que Président du Conseil durant son mandat.
Une centaine de jours suivant son arrivée au palais Chigi, le président du Conseil bénéficie d'une forte popularité, et ce malgré une politique de rigueur. Le 2 mars 2012, l'ISTAT, l'Institut italien des Statistiques, annonce que si la dette nationale a fortement progressé, le déficit public s'est, quant à lui, réduit.
En janvier 2012, il reçoit le soutien de la chancelière fédérale allemande, Angela Merkel, qui avait durement critiqué les performances économiques et financières de son prédécesseur, Silvio Berlusconi. Dans le même temps, il encourage la politique européenne et les positions assumées par le couple franco-allemand, formé par la chancelière Merkel et le président de la République française, Nicolas Sarkozy.
Mario Monti a lancé une réforme des retraites, en augmentant la durée de cotisation des Italiens, s'attachant en particulier à éliminer les régimes spéciaux. L’âge légal de départ à la retraite passe à 67 ans pour les hommes et la durée de cotisations à 42 ans.
Mario Monti s'est aussi lancé dans un vaste chantier pour réformer le marché du travail, une des pierres angulaires de son programme ; il propose d'aller vers le modèle danois dit de « flexisécurité » afin de relancer la croissance et l'emploi. En outre, afin d'accroître les recettes de l'État, il décide de mettre aux enchères les fréquences de télévision que le précédent exécutif voulait attribuer gratuitement.
Le nouveau chef du gouvernement a dû faire face à une grande grève menée par les trois plus grands syndicats du pays, la CGIL, la CISL et l’UIL, qui manifestent contre l'austérité imposée par le gouvernement Monti.
Mario Monti a décidé d'imposer l'Église catholique, qui, comme cela se fait toujours, en Grèce par exemple, ne payait pas d'impôts fonciers avant son arrivée. Il met aussi en place une politique stricte de lutte contre l'évasion fiscale, en déclarant que l'Italie se trouvait comme dans un état de guerre et que la lutte contre l’évasion fiscale était une guerre pour la civilité.
Signataire du Pacte budgétaire européen souhaité par Berlin, il fait adopter l’inscription de l’interdiction des déficits dans la Constitution italienne.
Il annonce en juillet que son gouvernement va redessiner la carte administrative afin d'effectuer des économies.
En septembre 2012, lors de l'Assemblée générale des Nations unies, le président Monti envisage, pour la première fois, devant un parterre de journalistes, la possibilité pour lui de conserver le titre de président du Conseil si les élections générales de 2013 ne parvenaient pas à désigner une majorité politique claire. Alors que beaucoup, journalistes comme parlementaires, se demandèrent si Mario Monti était tenté de se faire élire député à la Chambre, le président Napolitano mit fin aux spéculations, en affirmant que Monti, étant déjà sénateur à vie, ne pouvait être candidat à la députation.
Malgré les mesures de rigueur prises sous son autorité pour rétablir la confiance dans l'Italie, Mario Monti est en décembre 2012, soit près d'un an après son arrivée à la tête du gouvernement italien, toujours relativement très populaire : alors que seuls 4 % des Italiens déclarent avoir confiance dans les partis politiques en général, Mario Monti compte, lui, 43 % d'opinions favorables.
Le 8 décembre suivant, ayant perdu le soutien du PDL, le parti de Silvio Berlusconi, à la Chambre, Mario Monti se rend au palais du Quirinal et annonce au président Napolitano son intention de démissionner, une fois approuvé, par le Parlement, le budget de l'État. La veille de cette déclaration, en marge d'un colloque sur la gouvernance économique à Cannes, il se déclarait « confiant » dans ses successeurs, certains qu'ils auraient « la sagesse » de ne pas remettre en cause ses réformes structurelles, reconnaissant toutefois qu'il reste « énormément à faire » pour la croissance économique. Il présente sa démission au président de la République dans la soirée du 21 décembre. Le chef de l'État le chargea cependant des affaires courantes, jusqu'aux élections législatives du 24 février 2013.
Il parvient, avant sa démission, à faire approuver, par le Parlement, le budget 2013 présenté par le gouvernement, avec une majorité de 309 pour, contre 55 oppositions.

#### Le bilan d'une année de gouvernement

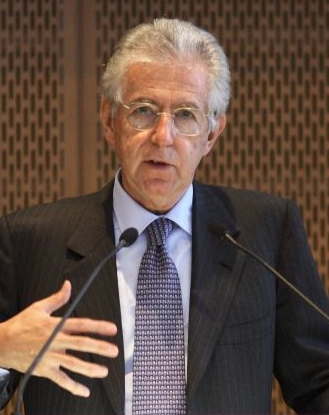
Deux jours après sa démission, se déclarant satisfait de son action à la présidence du Conseil, le pays étant « sorti de la crise financière » et ce, « sans aides européennes, et sans aide du FMI », Monti indique : « Je suis prêt à assumer un jour, si les circonstances le veulent, les responsabilités qui me seraient confiées par le Parlement ». Il impose comme condition l'acceptation d'un programme de réformes intitulé Agenda Monti.

Le Point résume l'action de Mario Monti en ces termes : « Il a dû, entre autres, imposer une cure d'austérité drastique à ses concitoyens, affronter la colère des syndicats lors de sa réforme du marché du travail, tout en gérant une majorité hétéroclite au Parlement et de délicates négociations au niveau européen. Malgré ces embûches, cet Européen convaincu est parvenu à retisser fil à fil la crédibilité internationale de la péninsule, fortement mise à mal sous le règne de Berlusconi ». Il est crédité d'un bilan honorable ; ainsi, en France, le journal économique La Tribune estime qu'il a plus fait en une centaine de jours, au niveau de l'économie du pays, que Berlusconi durant tout son dernier mandat. Ce même journal estime que les marchés lui témoignent une « confiance aveugle ».
Il compte, entre autres, avec les soutiens de la chancelière allemande Angela Merkel, et du président américain Barack Obama. Le président français socialiste François Hollande estime lui aussi que sous son administration, l'Italie de Mario Monti s'est redressée.
Le considérant comme l'homme qui a « sauvé l'Italie de la banqueroute », le magazine américain Forbes le classe parmi les personnes les plus influentes de 2012.
L'action de Mario Monti - ainsi que celle du Président de la BCE, Mario Draghi, en défense de l'euro - a permis de stabiliser la situation de l'Italie, l'écart des taux d'intérêt (« spread ») entre les bonds d'État d'Italie et d'Allemagne s'étant considérablement réduit (de 500 à environ 300 points).
Mario Monti est aussi crédité pour avoir redonné confiance en l'Italie, tant au niveau des marchés financiers que de la communauté internationale. Il convient toutefois de noter que si elles ont permis de restaurer la confiance dans le pays, ses mesures d'austérité ont été mal ressenties par les Italiens.
Pendant l'année du gouvernement Monti le PIB italien s'est réduit de 2,4 %. La politique de rigueur menée par M.Monti a pu être considérée comme ayant eu un effet récessif. Au mois de décembre 2012, grâce à la nouvelle et impopulaire taxe foncière (IMU), le Trésor public a dégagé un excédent de 14 milliards d'euros, soit huit de plus qu'un an plus tôt, Monti revoyant à la hausse son estimation du déficit en 2012, passant de 1,7 % à 2,6 % du PIB, à cause des effets de la récession.
Malgré les mesures rigoureuses prises par le gouvernement Monti, qui envisageaient in primis la réduction et le contrôle de la dette publique, et malgré les efforts des Italiens, la dette publique du pays reste en augmentation : fin 2012 elle correspond à 126 % du PIB, en atteignant le seuil de 2 000 milliards d'euros.
Cette augmentation de la dette publique de sept points (elle correspond fin 2011 à 119 % du PIB) vient de la contraction du PIB italien en 2012. Le déficit annuel de l'Italie est resté stable ; la pression fiscale, a elle augmenté de 50,5 % à 55,2 %. Le gouvernement Monti a obtenu des très bons résultats dans la lutte contre l’évasion fiscale.
Entre fin 2011 et fin 2012, le chômage en Italie a augmenté de 8,6 % à 11,1 % et l'Italie a atteint le record historique de 2,8 millions de chômeurs. Les dépenses de consommation des Italiens se sont réduites de 3,6 %.

### La «montée en politique»
Il compte déjà avec le soutien de Luca Cordero di Montezemolo, président-directeur général de Ferrari, Pierferdinando Casini, leader de l'Union de Centre (UDC), Gianfranco Fini, président de la Chambre des députés et de Futur et liberté pour l'Italie (FLI), et Franco Frattini, ancien ministre des Affaires étrangères de Silvio Berlusconi. En présentant son programme, il utilise l'expression de « montée en politique », pour trancher avec l'habituelle « descente dans l'arène [politique] », une expression qui a séduit l'Osservatore Romano, le journal du Vatican, qui a décidé de lui apporter son soutien. Le 23 décembre, il lance cependant un compte sur le réseau social Twitter, qui franchit la barre des 16 000 abonnés en seulement quatre jours.

#### La coalition Avec Monti pour l'Italie

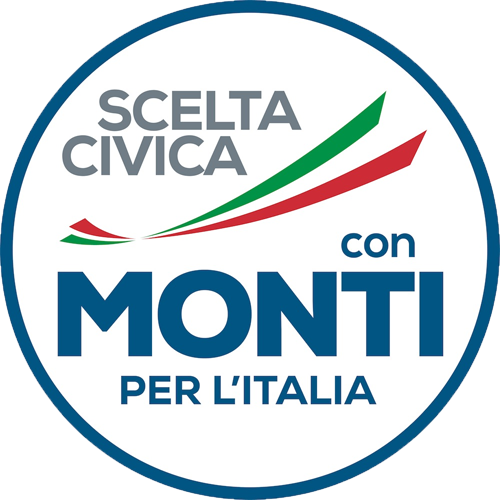
Symbole électoral des listes civiques à la Chambre des députés.

Il annonce, le 28 décembre, la création d'une coalition, « Avec Monti pour l'Italie » (Con Monti per l'Italia), qui réunit l'UdC, FLI, des anciens du PDL, du PD et Italia Futura, le think tank de Montezemolo. Lui-même étant sénateur à vie, il ne peut se présenter lors du scrutin, mais est le candidat de la coalition au poste de président du Conseil.
À l'occasion de l'émission Uno Mattina, sur la RAI, il appelle à une meilleure maîtrise des dépenses publiques, associée à une baisse progressive de la fiscalité et une meilleure lutte contre la fraude et l'évasion fiscales. Il assure ne pas avoir l'intention d'instituer un impôt sur la fortune, précisant que cette idée n'est cependant pas taboue. Sa déclaration, selon laquelle Pier Luigi Bersani, chef de file de la coalition de centre gauche Italie. Bien commun, devrait « couper avec les extrémistes et faire taire l'aile conservatrice de son parti » a suscité beaucoup de critiques de la part des forces de gauche.
Le 4 janvier 2013, il dévoile le symbole électoral, « Avec Monti pour l'Italie » (Con Monti per l'Italia), et l'organisation électorale de sa coalition. Plusieurs listes se présenteront, en coalition, à la Chambre des députés, les listes de l'UdC, les listes de FLI et des listes de la société civile, « Choix civique » (Scelta Civica), sans aucun parlementaire, tandis que des listes uniques se présenteront au Sénat de la République. Il ajoute que les critères de sélection, notamment concernant les conflits d'intérêts et les liens avec la mafia, seront plus stricts que ceux de la législation actuelle. Ce même jour, il explique être candidat pour diriger le gouvernement, donc qu'il refuserait d'être nommé ministre de l'Économie et des Finances, à moins que l'équipe dans laquelle il siègerait soit en accord « avec [lui] sur au moins 98 % de la politique ». Son but, avoué, est de plaire aux 53 % d'électeurs qui se disent encore indécis, en se présentant comme un homme intègre, soucieux de la société civile et opposé à toute forme de populisme.
Dans une interview à Sky TG24, il déclare que les problèmes touchant à la dignité de la personne humaine étaient plus importants que les questions économiques (il se prononcera quelques jours plus tard contre le mariage homosexuel). En outre, il reconnaît qu'il « couvait » sa décision de se présenter aux élections générales, ayant informé le président Giorgio Napolitano et son épouse, Elsa, de ses intentions dès les premiers jours du mois de décembre 2012, ajoutant qu'aucun pacte ne le liait au PDL, au PD ou à l'UdC quant à l'absence d'une candidature.

#### L'échec aux élections générales
Lors des élections générales des 25 et 26 février 2013, les listes soutenues par Mario Monti, interpellé dans le scandale de la Banca Monte dei Paschi di Siena, subissent un revers électoral, n'obtenant en effet que 10,54 % à la Chambre des députés et 9,13 % au Sénat. Cependant, étant présenté comme une figure politique désormais incontournable, Monti s'est vu proposer, par le chef de la coalition de centre-gauche, Pier Luigi Bersani, la présidence du Sénat ; une proposition qu'il refuse, expliquant qu'il préfère conserver la présidence du Conseil.
Le 26 mars, après la démission du ministre des Affaires étrangères, Giulio Terzi di Sant'Agata, ayant mis en cause la position de l'Italie dans une affaire criminelle ayant pour cadre l'Inde, Mario Monti dirige, ad interim, la diplomatie. Le 28 avril, il remet ses pouvoirs à Enrico Letta, nommé président du Conseil par le chef de l'État, Giorgio Napolitano ; au gouvernement technique succède un cabinet d'union nationale.

#### La démission du Choix civique
Le 17 octobre, le sénateur Monti démissionne de la présidence de Choix civique pour l'Italie, mouvement qu'il a créé, contestant alors la position de Mario Mauro et de Pier Ferdinando Casini, favorables au vote secret pour la déchéance de Silvio Berlusconi, que Monti a pourtant assuré vouloir voter.
Il quitte le parti en 2015, redevenant sénateur indépendant.

## Œuvres
- Problemi di economia monetaria — Problèmes d'économie monétaire, Milan, Etas Kompass, 1969.
- Gli obiettivi delle banche, i tassi di interesse e la politica monetaria — Les Objectifs des banques, les taux d'intérêt et la politique monétaire, Milan, Tamburini, 1970.
- Analisi degli effetti monetari e finanziari delle politiche di bilancio regionale e locali. Un rapporto metodologico — Analyse des effets monétaires et financiers des politiques budgétaires régionales et locales, Milan, Tamburini, 1974.
- Per un'analisi mensile della politica monetaria e finanziaria italiana, Milan, O. Capriolo, 1974.
- Ricerca sul sistema creditizio — Recherche sur le système du crédit, Quadro generale, avec Tommaso Padoa-Schioppa, Rome, Ente per gli studi monetari, bancari e finanziari, Luigi-Einaudi, 1976.
- Che cosa si produce come e per chi. Manuale italiano di microeconomia, avec Onorato Castellino, Mario Deaglio, Elsa Fornero, Sergio Ricossa, Giorgio Rota, Turin, Giappichelli, 1978.
- Il sistema creditizio e finanziario italiano. Relazione della Commissione di studio istituita dal Ministro del tesoro, Rome, Istituto Poligrafico e Zecca dello Stato, 1982.
- L'Italia e la Repubblica federale di Germania in cammino verso l'unione economica e monetaria europea — L'Italie et la RFA en marche vers l'union économique et monétaire européenne, avec Franco Bruni, Milan, Centro di economia monetaria e finanziaria, Università commerciale Luigi Bocconi, 1989.
- Autonomia della Banca centrale, inflazione e disavanzo pubblico: osservazioni sulla teoria e sul caso italiano — Autonomie de la Banque centrale, inflation et déficit public, avec Franco Bruni, sous la direction de Mario Arcelli, Il ruolo della banca centrale nella politica economica, Bologne, Il Mulino, 1992.  (ISBN 88-15-03754-3).
- Il governo dell'economia e della moneta. Contributi per un'Italia europea, 1970-1992, Milan, Longanesi, 1992.  (ISBN 88-304-1099-3).
- Il mercato unico e l'Europa di domani. Rapporto della Commissione europea, Milan, Il Sole-24 Ore libri, 1997.  (ISBN 88-7187-815-9).
- Intervista sull'Italia in Europa, Rome-Bari, Laterza, 1998.  (ISBN 88-420-5090-3).

Introductions, préfaces et présentations
- Introduzione à Luigi Einaudi, Il mestiere della moneta, Turin, UTET libreria-Ed. di banche e banchieri, 1990.  (ISBN 88-7750-045-X).
- Prefazione avec Paolo Mieli à Spadolini a Milano. Il Corriere della Sera e la Bocconi. Articoli e discorsi, 1968-1994, Milan, Rizzoli, 1995.  (ISBN 88-17-84435-7).
- Postfazione à Enrique Barón Crespo, L'Europa all'alba del terzo millennio, Venise, Marsilio, 1997.  (ISBN 88-317-6623-6).
- Prefazione à Vincenzo Visco, Il fisco giusto. Una riforma per l'Italia europea, Milan, Il Sole-24 Ore, 2000.  (ISBN 88-8363-058-0).
- Prefazione à Alberto Alesina, Senso non comune. L'economia oltre i pregiudizi, Milan, EGEA, 2002.  (ISBN 88-8350-019-9).
- Prefazione à Marzio Achille Romani, Luigi Einaudi-Luigi Albertini. Lettere (1908-1925), Milan. Fondazione Corriere della Sera, 2007.
- Presentazione avec Franco Bassanini de la Commission pour la libération de la croissance française présidée par Jacques Attali, Liberare la crescita. 300 decisioni per cambiare la Francia, Milan, Università Bocconi-Rizzoli, 2008.  (ISBN 978-88-8350-132-6).
- Prefazione à Kishore Mahbubani, Nuovo emisfero asiatico. L'irresistibile ascesa dell'Est, Milan, EGEA-Università Bocconi, 2011.  (ISBN 978-88-8350-156-2).

## Décorations et dignités
- 1992 : commandeur de l'ordre du Mérite de la République italienne.
- 2004 : chevalier de grand-croix de l'ordre du Mérite de la République italienne, « sur initiative du président de la République » Carlo Azeglio Ciampi.
- 2014 : élu membre étranger de l'Académie des sciences morales et politiques, à l'Institut de France.